# Metje Blaak

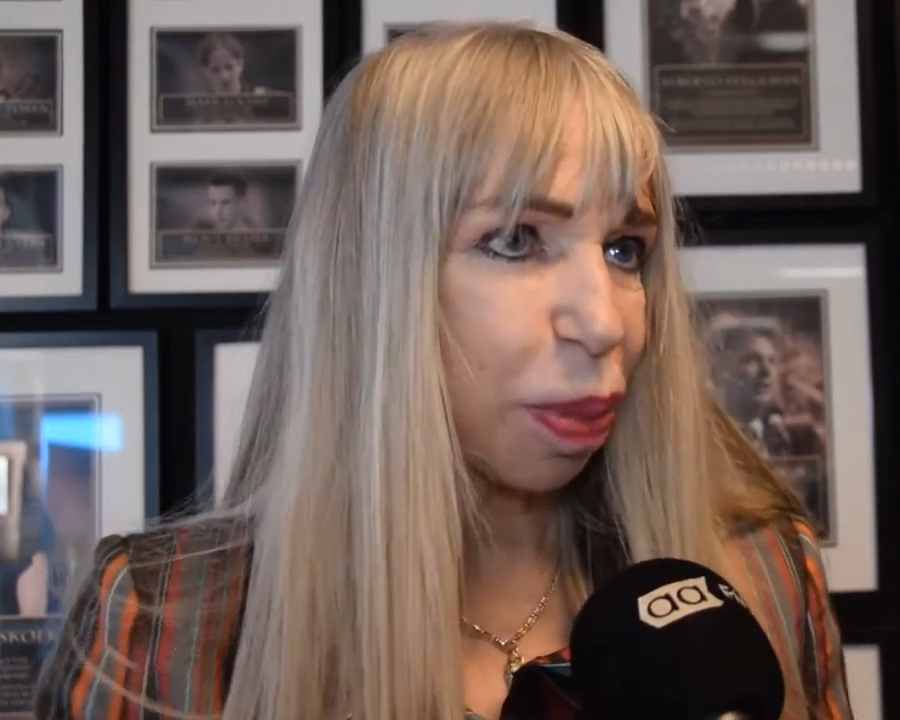
Metje Blaak, 2016

Metje Blaak (Almelo, 1949) is een schrijfster, fotografe, filmmaakster, spotprentenmaakster, podcastmaakster, voormalig sekswerker en oprichter van belangenorganisatie voor sekswerkers De Rode Draad.

## Biografie
Blaak begon als 14-jarige te werken als naaister in een fabriek in Almelo. Ze merkte echter dat dit niks voor haar was en na wat omzwervingen besloot ze als sekswerker te gaan werken. Zo kwam ze op de Wallen terecht. Ze merkte dat het met de rechten van de sekswerkers slecht gesteld. Daarom richtte zij de belangenvereniging De Rode Draad op. Ook schreef ze Witboek - Handboek voor sekswerkers over hoe we als sekswerkers zelf de geldzaken kunnen regelen. Ook in het boek De trukendoos geeft ze tips uit eigen ervaring. In het VPRO-programma Profiel vertelde ze dat met de komst van het internet het plezier en de romantiek van het bestaan als sekswerker weg is en dat ze er daarom mee gestopt is.
Na haar werk als sekswerker schreef ze kinderboeken. Deze zijn vaak gebaseerd op haar jeugd in Twente. Ook heeft ze een Youtube-kanaal waar ze liedjes en stukjes doet in zowel het Nederlands als het Twents en maakt ze een podcast.
Blaak is actief voor de Piratenpartij.
In juni 2025 ontving Blaak de Andreaspenning, een onderscheiding van de gemeente Amsterdam voor mensen die voor de stad prestaties met een landelijke uitstraling hebben verricht, vanwege haar inzet voor de door haar opgerichte belangenorganisatie voor sekswerkers, De Rode Draad.